# Miklós Bethlen
Dans le nom hongrois Bethlen Miklós, le nom de famille précède le prénom, mais cet article utilise l’ordre habituel en français Miklós Bethlen, où le prénom précède le nom.
Compléments
Marié avec :
1. Kún Ilona (morte le 3 décembre 1685
2. Rhédei Júlia (marié le 8 février 1686

Miklós Bethlen, comte de Bethlen (bethleni gróf Bethlen Miklós), né le 1er septembre 1642 à Kisbún et décédé le 27 octobre 1716 à Vienne, était un homme d'État et écrivain hongrois.